# Conjure One
Conjure One is een muziekproject onder leiding van de Canadese Rhys Fulber, die ook lid is van de groepen Front Line Assembly en Delerium.

## Geschiedenis
Fulber verliet in 1996 de groep Front Line Assembly om zich te richten op een solocarrière. Hij vestigde zich in een studio in Amsterdam en creëerde met Midden-Oosterse invloeden een etnisch concept.
Het gelijknamige debuutalbum werd enkele jaren uitgesteld en zag het licht in september 2002. Op dit album werkte Fulber samen met zangers Poe, Chemda, Sinéad O'Connor en Jeff Martin. De single "Tears from the Moon" bereikte de eerste plek in de World Dance/Trance Top 20 en World Soundtracks/OST Top 20 hitlijsten. In 2005 kwam een tweede album uit genaamd Extraordinary Ways. Dit album bevat meer eigentijdse klanken met gitaren en triphop-invloeden.
In 2012 tekende Fulber op het Nederlandse platenlabel Armada Music en begon te werken aan het album Holoscenic.

## Discografie

### Studioalbums
- Conjure One (2002)
- Extraordinary Ways (2005)
- Exilarch (2010)
- Holoscenic (2015)

### Singles
- "Redemption" (2001, promo)
- "Sleep" (2002)
- "Tears from the Moon" (2003)
- "Center of the Sun" (2003)
- "Extraordinary Way" (2005)
- "Face the Music" (2006)
- "I Dream in Colour" (2010)
- "Like Ice" (2011)
- "Under the Gun" (2013)
- "Still Holing On" (2013)
- "Ghost" (2016)